# Alps Hockey League
 (décembre 2016).
Si vous disposez d'ouvrages ou d'articles de référence ou si vous connaissez des sites web de qualité traitant du thème abordé ici, merci de compléter l'article en donnant les références utiles à sa vérifiabilité et en les liant à la section « Notes et références ».
L'Alps Hockey League est une compétition de hockey sur glace créée en 2016, cette compétition compte 17 équipes (9 autrichiennes, 7 italiennes et 1 slovène).

## Histoire
En 2016, les fédérations nationales autrichienne, italienne et slovène décidèrent de créer une ligue commune.

## Clubs participants

### Équipes actuelles
| Club                               | Ville                    | Date de création | Patinoire                           |
| ---------------------------------- | ------------------------ | ---------------- | ----------------------------------- |
| EHC Bregenzerwald                  | Bregenzerwald            | 1985             | Alberschwerde                       |
| VEU Feldkirch                      | Feldkirch                | 1945             | Vorarlberghalle                     |
| EC Klagenfurt AC - KAC II          | Klagenfurt am Wörthersee | 1924             | Eissportzentrum Klagenfurt          |
| EC Kitzbühel                       | Kitzbühel                | 1910             | Sportpark Kapserbrucke              |
| EHC Lustenau                       | Lustenau                 | 1970             | Rheinhalle Lustenau                 |
| EC Red Bull Salzbourg Junior       | Salzbourg                | 1995             | Eisarena Salzburg                   |
| EHC Linz                           | Linz                     | 1985             | Linzer Eissporthalle                |
| Capitals de Vienne Silver          | Vienne                   | 2017             | Albert Schultz Eishalle             |
| EK Zell am See Die Zeller Eisbären | Zell am See              | 1928             | Eishalle Zell am See                |
| HC Asiago                          | Asiago                   | 1935             | Pala Hodegart                       |
| SG Cortina                         | Cortina d'Ampezzo        | 1924             | Stadio Olimpico del Ghiaccio        |
| HC Fassa                           | Canazei                  | 1955             | Stadio del Ghiaccio Gianmario Scola |
| HC Gherdeina                       | Selva di Val Gardena     | 1927             | Pranives Ice Stadium                |
| Hockey Club Merano                 | Mérano                   | 1968             | Meranarena                          |
| Renon Sport - Rittner Buam         | Renon                    | 1984             | Arena Ritten                        |
| SSI Vipiteno Broncos               | Vipiteno                 | 1948             | Disco Arena                         |
| HDD Jesenice                       | Jesenice                 | 2013             | Podmežakla Hall                     |

| \| Bregenzerwald Lustenau Zell am See Feldkirch Kitzbühel Jesenice Salzburg Klagenfurt Renon Asiago Vipiteno Canazei Cortina Val Gardena Mérano Vienne Linz \| Localisation des clubs engagés en Alps Hockey League 2021-2022. |
| Bregenzerwald Lustenau Zell am See Feldkirch Kitzbühel Jesenice Salzburg Klagenfurt Renon Asiago Vipiteno Canazei Cortina Val Gardena Mérano Vienne Linz                                                                       |

### Anciennes équipes
| Club                      | Ville     | Date de création | Patinoire                 | Période   |
| ------------------------- | --------- | ---------------- | ------------------------- | --------- |
| HC Egna                   | Egna      | 1963             | Würth Arena               | 2016-2018 |
| Hockey Milano Rossoblu    | Milan     | 2008             | Stadio del Ghiaccio Agorà | 2018-2019 |
| HC Pustertal-Val Pusteria | Brunico   | 1954             | Leitner Solar Arena       | 2016-2020 |
| HK Olimpija               | Ljubljana | 2017             | Albert Schultz Eishalle   | 2017-2020 |

## Format
Les 16 équipes se rencontrent en matchs aller et retour lors de la 1re phase. Après la 30e journée le championnat est scindé en deux, les 6 premiers jouent en match aller et retour dans un mini championnat nommé Master Round.
Les équipes placées de la 7e à la 16e place sont réparties en deux poules, de 5 équipes, nommées Qualification Round A et Qualification Round B. Les deux vainqueurs de ces poules de qualifications participeront aux Play Offs.
Les Play Offs se déroulent aux meilleures des sept rencontres.
Après la 1re phase les 4 meilleures équipes italiennes se retrouvent dans un mini tournoi pour déterminer le champion d'Italie.

## Palmarès
| Saison    | Champion                                  | Finaliste                                 | Score                                     |
| --------- | ----------------------------------------- | ----------------------------------------- | ----------------------------------------- |
| 2016-2017 | Renon Sport                               | HC Asiago                                 | 4-1                                       |
| 2017-2018 | HC Asiago                                 | Renon Sport                               | 4-3                                       |
| 2018-2019 | HD HS Olimpija                            | HC Pustertal-Val Pusteria                 | 4-3                                       |
| 2019-2020 | Annulé à cause de la Pandémie de Covid-19 | Annulé à cause de la Pandémie de Covid-19 | Annulé à cause de la Pandémie de Covid-19 |
| 2020-2021 | HD HS Olimpija                            | HC Asiago                                 | 3-0                                       |
| 2021-2022 | HC Asiago                                 | HDD Jesenice                              | 3-2                                       |
| 2022–23   | Jesenice                                  | Cortina                                   | 4–2                                       |
| 2023–24   | Rittner Buam SkyAlps                      | Cortina                                   | 4–0                                       |